# Crackenthorpe
Crackenthorpe – osada w Anglii, w Kumbrii, w dystrykcie (unitary authority) Westmorland and Furness. Leży 44 km na południowy wschód od miasta Carlisle i 377 km na północny zachód od Londynu. W 2001 miejscowość liczyła 77 mieszkańców.